# Spoorlijn Wilster - Brunsbüttel
De spoorlijn Wilster - Brunsbüttel is een Duitse spoorlijn in Sleeswijk-Holstein en is als spoorlijn 1214 onder beheer van DB Netze.

## Geschiedenis
Het gedeelte van Wilster tot aan St Margarethen werd in 1878 geopend als oorspronkelijke traject van de spoorlijn Elmshorn - Westerland totdat deze in 1920 werd verlegd. In 1893 werd de verlenging naar Brunsbüttel gebouwd.

## Treindiensten
De lijn is alleen in gebruik voor goederenvervoer.

## Aansluitingen
In de volgende plaats is er een aansluiting op de volgende spoorlijn:
Wilster
DB 1210, spoorlijn tussen Elmshorn en Westerland